# Ógama
Ógama en un personaje de la mitología talamanqueña. Es una deidad que participa en el mito de la creación según los bribris y cabécares, pueblos indígenas del Caribe sur de Costa Rica.

## Mito
Sibö, gran dios de los bribris, con su gran astucia, para evitar que los demás espíritus lo mataran por haberles destruido las hachas de piedra, les invitó a viajar a la casa del señor Ógama a traer “el polvito” (metal) para hacer nuevas hachas y más resistentes, a lo que si aceptaron los espíritus. Antes de partir, Sibö dijo a sus compañeros que debían llevar un “puñito” de ciertas cosas o animales, como 4 pulgas, 8 hormigas, 2 polvos de vientos, 4 gotas de agua, 8 zompopas, 16 avispas y 32 arrieras, todos guardadas en hojas.
Luego de una larga caminata y gran ayuno simultáneo, llegaron a un riachuelo que Sibö llamó “Kuakuari”, quebrada de las mariposas de aguas fresquitas. Sibö se adelantó de prisa y transformó las mariposas en damas desnudas, diciéndole a los acompañantes que no podían ver ni hablar con las damas. Estos continuaron muy obedientes hasta llegar a la casa Jutsini del Señor Ógama, santuario construido de piedra con buenas fortificaciones. Al llegar al gran santuario, Ógama se puso furioso y malhumorado al tener visitantes en su santuario, entonces Sibö explicó el porqué de su presencia, pidiéndole un poco del polvo de metal, el cual Ógama negó.
Entonces Sibö ordenó soltar el viento y el agua formándose una ventolera y un aguacero provocados por el soplo mágico de Sibö, luego saltaron las hormigas y luego las pulgas, ocasionando que Ógama expresara que ellos llevaban desgracia y que la presencia de ellos no era grata para su familia. Sibö mandó a quitar la lluvia, viento y animales, a lo que Ógama ordenó posteriormente que abandonaran el lugar, pero antes les preguntó que ¿qué era lo que necesitaban?, a lo que Sibö respondió que solo necesitaba un poquito de polvo mágico para cortar el árbol Duluítami que crecía en la tierra. Ógama accedió, simplemente se sacudió un poco y de él broto el polvo mágico. Pidió las cosas necesarias a cambio del metal. Sibö no quería darle las semillas de cacao porque eran los indígenas. Le dio un puñado nada más, y sí le entregó todas las de pataste, que eran las semillas de la gente blanca, es por esta causa que la gente blanca usa las sustancias metálicas para agredir a otros pueblos o destruirse entre sí.
Luego regresaron agradecidos pero al llegar a donde estaban las damas desnudas, Sibö ordenó de nuevo no hablar ni verlas y los dejó que siguieran caminando, mas el sí se quedó “conquistando” mujeres, de las cuales no conquistó ninguna, por lo que se quedó husmeando desde un árbol del cual se cayó y murió. Dicha muerte causó gran felicidad a Ógama.